# Wojciech Kondratowicz
Wojciech Kondratowicz (ur. 18 kwietnia 1980 w Gorzowie Wielkopolskim) – polski lekkoatleta specjalizujący się w rzucie młotem.

## Kariera sportowa
Zawodnik posiada w dorobku tytuł wicemistrza Europy juniorów oraz brązowy medal mistrzostw świata juniorów. W 2003 roku brał udział w mistrzostwach świata. Podczas superligi pucharu Europy (2003) zajął 2. miejsce. Ze względów ekonomicznych był zmuszony przerwać na kilka lat karierę sportową i podjął pracę w Ministerstwie Finansów, do lekkoatletyki powrócił w 2009, a w 2010 ponownie zaczął reprezentować Polskę w międzynarodowych zawodach. Podczas przygotowań do sezonu 2011 w amerykańskim Chula Vista doznał kontuzji lewego kolana i zakończył karierę sportową, wracając do pracy w Ministerstwie Finansów.
Siedem razy w karierze stawał na podium mistrzostw Polski (złoto wywalczył w 2003 i 2010, srebro w 2009, a brąz w 1999, 2000, 2001 oraz 2002).

## Rekordy życiowe
- rzut młotem – 81,35 m (13 lipca 2003, Bydgoszcz[5]) – 4. wynik w historii polskiej lekkoatletyki

## Osiągnięcia
| Rok  | Impreza                                 | Miejsce   | Lokata            | Wynik |
| ---- | --------------------------------------- | --------- | ----------------- | ----- |
| 1998 | Mistrzostwa świata juniorów             | Annecy    | 3. miejsce        | 68,93 |
| 1999 | Mistrzostwa Europy juniorów             | Ryga      | 2. miejsce        | 74,12 |
| 2001 | Zimowy puchar Europy w rzutach          | Nicea     | 8. miejsce        | 73,35 |
| 2001 | Młodzieżowe mistrzostwa Europy          | Amsterdam | 4. miejsce        | 75,29 |
| 2003 | Superliga pucharu Europy                | Florencja | 2. miejsce        | 78,37 |
| 2003 | Mistrzostwa świata                      | Paryż     | el. – 25. miejsce | 70,79 |
| 2010 | Zimowy puchar Europy w rzutach          | Arles     | 4. miejsce        | 75,25 |
| 2010 | Superliga drużynowych mistrzostw Europy | Bergen    | 5. miejsce        | 73,77 |
| 2010 | Mistrzostwa Europy                      | Barcelona | 7. miejsce        | 75,30 |